# Tell Me Why (videogioco)
Tell Me Why è un videogioco di genere avventura grafica del 2020 sviluppato da Dontnod Entertainment e pubblicato da Xbox Game Studios. Il gioco è stato distribuito in tre episodi esclusivamente su Microsoft Windows e Xbox One nei mesi di agosto e settembre 2020.
È celebre per essere il primo videogioco AAA ad avere un personaggio transgender tra i protagonisti.

## Trama
Tyler Ronan, dopo una lunga residenza in riformatorio per aver ucciso la madre Mary-Ann, rincontra la sorella gemella Alyson. I due ritornano alla propria casa d'infanzia nella cittadina fittizia di Delos Crossing, in Alaska, con l'intento di prepararla alla vendita e superare il trauma ivi vissuto. Ben presto però I due si ritrovano ad investigare tra volti noti e vecchi segreti, cercando di fare chiarezza sulla figura della propria madre e le vere circostanze della sua morte.
Il gioco, secondo il genere dell'avventura grafica, vede svilupparsi la trama in base alle decisioni prese man mano dal giocatore. Le interazioni tra i personaggi, la storia ed il finale perciò cambieranno per ogni scelta fatta nel corso del gameplay.

## Sviluppo
Annunciato il 14 novembre 2019, il videogioco è stato rilasciato in tre episodi tra agosto e settembre 2020.
A detta del direttore del progetto Florent Guillaume, la meccanica centrale del gioco è la speciale dinamica tra i gemelli: Tyler ed Alyson, oltre a tornare a conoscersi dopo dieci anni di separazione, condividono la capacità di rivivere ricordi e comunicare con la "Voce", una sorta di telepatia.
La Dontnod Entertainment si è occupata particolarmente di rappresentare temi delicati, come la cultura Tlingit e l'identità transgender, in modo realistico e rispettoso. Lo sviluppo del personaggio di Tyler, ragazzo FtM, è stato fatto in collaborazione con centri specializzati come GLAAD. Nel doppiaggio originale in lingua inglese, la sua voce è stata affidata ad un uomo trans, August Aiden Black. 
Altre tematiche affrontate, più o meno direttamente, sono la salute mentale, la povertà, la terapia di conversione e l'accessibilità alle armi da fuoco negli Stati Uniti. 